# Ван Калкер, Арнольд
Арнольд ван Калкер (нидерл. Arnold van Calker, 16 сентября 1976, Гассельтернейвеенсемонд, Дренте) — голландский бобслеист, разгоняющий, выступавший за сборную Нидерландов с 1999 года по 2011-й. Участник зимних Олимпийских игр в Солт-Лейк-Сити, неоднократный призёр национального первенства, различных этапов Кубка мира и Европы.

## Биография
Арнольд ван Калкер родился 16 сентября 1976 года в городе Гассельтернейвеенсемонд, провинция Дренте. С раннего детства увлекался спортом, а в 1999 году решил попробовать себя в бобслее, прошёл отбор в национальную сборную, присоединившись к команде Голландии в качестве разгоняющего. Через некоторое время пробился в основной состав и благодаря череде удачных выступлений удостоился права защищать честь страны на зимних Олимпийских играх 2002 года в Солт-Лейк-Сити, где впоследствии занял семнадцатое место в зачёте четырёхместных экипажей.
Позже стал выступать вместе со своим младшим братом Эдвином, который занял в команде место ведущего пилота. В течение нескольких последующих лет результаты оставляли желать лучшего, спортсмен далеко не всегда попадал в двадцатку сильнейших, а медали, если и выигрывал, то только на менее престижном Кубке Европы. На чемпионате мира 2005 года в канадском Калгари Калкер показал двадцать третье время, постепенно его показатели пошли вниз. Наиболее удачное выступление на Кубке мира состоялось для него в январе 2009 года, когда на этапе в немецком Кёнигсзее голландец завоевал серебряную медаль. Не выдержав конкуренции в сборной и не попав на Олимпиаду 2010 года в Ванкувер, принял решение завершить карьеру профессионального спортсмена, уступив место молодым голландским бобслеистам.